# Fernando Sánchez (calciatore 1976)
Fernando Sánchez (Buenos Aires, 20 gennaio 1976) è un ex calciatore argentino, di ruolo centrocampista.

## Caratteristiche tecniche
Era un esterno destro.